# Relaciones Andorra-India
Las relaciones Andorra-India son las relaciones diplomáticas entre el Principado de Andorra y la República de India. Las relaciones diplomáticas entre Andorra e India se establecieron en 1994, poco después de la declaración de la Constitución de Andorra en 1993. La interacción bilateral entre las partes es buena y cordial. India está representada en Andorra a través de su Embajada en Madrid, España.